# Adam Touray
Adam Touray (* 31. Mai 1994 in Münster) ist ein deutscher Basketballspieler. Der 2,06 Meter große Innenspieler (Center) steht beim UBC Münster unter Vertrag.

## Karriere
Tourays Vater stammt aus Gambia, seine Mutter aus Deutschland. Er begann seine Basketballvereinskarriere beim UBC Münster und stand während der Saison 2012/13 erstmals im Kader von Münsters erster Herrenmannschaft in der 1. Regionalliga West. Gleichzeitig war er mit einer Doppellizenz in Quakenbrück aktiv und tat sich als Leistungsträger der U19-Mannschaft der Artland Dragons in der Nachwuchs-Basketball-Bundesliga hervor. In der Saison 2013/14 wurde er vom Quakenbrücker Verein auch für Einsätze im internationalen Wettbewerb Eurocup gemeldet, absolvierte aber kein Spiel für die „Drachen“, sondern sammelte weiterhin Spielpraxis in Münsters Regionalligamannschaft.
Im Sommer 2015 verließ Touray seinen Heimatverein UBC Münster und nahm ein Angebot des Bundesligisten Mitteldeutscher BC an. Er kam zu fünf Kurzeinsätzen in der BBL-Saison 2015/16, die mit dem Abstieg der „Wölfe“ endete. Touray wurde mehrheitlich in der Regionalliga-Mannschaft von MBCs Kooperationspartner BG Bitterfeld-Sandersdorf-Wolfen 06 eingesetzt. Anfang August 2016 unterzeichnete er einen Zweijahresvertrag bei der BG Bitterfeld-Sandersdorf-Wolfen 06 und war darüber hinaus als Trainingsspieler weiterhin Kadermitglied des MBC. Er kam in der Saison 2016/17 für den MBC zu zwei Einsätzen in der ProA und trug damit zum Gewinn des Meistertitels und zum Bundesliga-Aufstieg bei.
Im Vorfeld des Spieljahres 2017/18 wechselte Touray zum ETB Essen in die 2. Bundesliga ProB und schloss sich ein Jahr später dem FC Schalke 04 an, der zuvor in die 2. Bundesliga ProA aufgestiegen war. Mit 11,4 Punkten pro Spiel war Touray in der Saison 2018/19 drittbester Korbschütze Schalkes in der 2. Bundesliga ProA, zudem erzielte er im Schnitt 6,9 Rebounds je Begegnung, was der Mannschaftshöchstwert war.
In der Sommerpause 2020 unterschrieb er einen Vertrag beim Bundesligisten MHP Riesen Ludwigsburg, welcher jedoch vor dem Beginn des Spieljahres 2020/21 aufgelöst wurde. Er kehrte im Oktober 2020 nach Münster in die 2. Bundesliga ProB zurück. Als Münster 2022 eine Teilnahmeberechtigung für die 2. Bundesliga ProA erhielt, machte Touray den Aufstieg mit der Mannschaft mit.

## Erfolge
- 2013: WBV-Pokalsieger[16]
- 2016: BVSA-Pokalsieger
- 2017: BVSA-Pokalsieger
- 2017: ProA-Meister